# Pam Beesly
Pamela Morgan Beesly Halpert, mais conhecida como Pam Beesly, é uma personagem fictícia da série de televisão estadunidense The Office, interpretada por Jenna Fischer. Pam começa a série como recepcionista da distribuidora de papel Dunder Mifflin. Mais tarde, ela se torna vendedora e, eventualmente, administradora do escritório. Sua personagem é inicialmente tímida e insegura, mas torna-se divertida e assertiva à medida que a série avança. Ela tem inclinação artística ao longo da série e frequenta a escola de artes. Pam estabelece um romance com Jim Halpert, com quem ela começa a namorar na quarta temporada, fica noiva na quinta, se casa na sexta e tem filhos na sexta e oitava. Sua versão na série original do Reino Unido é Dawn Tinsley. 

## Interpretação
A personagem de Pam foi originalmente criada para ser semelhante à sua versão britânica, Dawn Tinsley. Mesmo os mínimos detalhes, como a forma como Pam usava o cabelo todos os dias, foram considerados pelo produtor executivo, Greg Daniels. "Quando fui para The Office, o diretor de elenco me disse: 'Por favor, pareça normal'", lembra Jenna Fischer. "Não fique toda bonita e ouse me entediar. Essas foram as palavras dele. Ouse me aborrecer".
Atendendo ao conselho, Fischer pouco falou durante os testes, onde foi entrevistada pelos produtores de maneira improvisada, para imitar a premissa documental do programa. "Minha opinião sobre a personagem Pam foi que ela não teve nenhum treinamento para mídia, então ela não sabia como sair bem na gravação. E também ela não se importou com esta gravação", disse ela à NPR. "Então, dei respostas muito curtas, de uma só palavra, e tentei muito não ser engraçada ou inteligente, porque pensei que a comédia sairia apenas de, sabe, as verdadeiras reações humanas à situação… e eles gostaram da abordagem."

"A primeira pergunta que me fizeram sobre a personagem Pam foi: 'Você gosta de trabalhar como recepcionista?' Eu disse 'não'. E foi isso. Eu não falei mais do que isso. E eles começaram a rir".

Fischer 
Fischer, no entanto, criou uma plano de fundo elaborado para a personagem. Nas primeiras temporadas, ela manteve uma lista sobre sua história e dos demais personagens, além de pensamentos sobre os acontecimentos da série. Ela estabeleceu, junto com a equipe de maquiagem e caracterização, de que Pam deveriam levar pouco tempo para se arrumar. Também estabeleceu quem lhe deu as joias que usava e onde fez faculdade. Fischer também elaborou cuidadosamente a personalidade tranquila da personagem. "Bem, minha personagem Pam está realmente presa", explicou ela à NPR. "Quero dizer, ela é uma subordinada neste escritório. E então, eu acho que para ela a única forma de ela se expressar é nos silêncios, mas você pode dizer muito sem falar nada". Kathryn Hahn também fez o teste para o papel. Daniels originalmente imaginou Erica Vittina Phillips no papel.
Originalmente mansa e passiva, a personagem tornou-se mais assertiva com o passar das temporadas, o que levou Fischer a reavaliar sua interpretação. "Eu tenho que abordar Pam de forma diferente", explicou ela na 4ª temporada, momento em que sua personagem finalmente inicia um relacionamento tão esperado com Jim e é aceita no Instituto Pratt. "Ela está em um relacionamento amoroso, encontrou sua voz, começou a ter aulas de artes. Todas essas coisas devem formar a personagem e precisamos ver mudanças na forma como ela se move, fala, se veste, etc."
Pam apareceu em quase todos os episódios. Em "Business Ethics", "St. Patrick's Day" e "New Leads" apenas a voz dela é ouvida. Em vários episódios da 8ª temporada, de "Mrs. California" até "Pool Party", ela não aparece porque Fischer estava em licença maternidade na mesma época que a personagem.

## Relacionamento
A troca de olhares entre Jim e Pam é um forte enredo nos primeiros episódios de The Office, abrangendo grande parte das temporadas 1 a 3. No final da 2ª temporada, "Casino Night", Jim confessa seu amor por Pam, mas ela o nega. Mais tarde, eles se beijam, mas Pam o rejeita mais uma vez. Na abertura da 4ª temporada, é revelado que os dois personagens estão namorando. Na 6ª temporada, Jim e Pam se casam, feito elogiado por muitos críticos de televisão, já que reunir os interesses amorosos em uma série de televisão costuma ser considerado uma ação arriscado. Juntos possuem uma menina e um menino. Na 9ª temporada, o casamento deles fica tenso quando Jim consegue um segundo emprego na Filadélfia. Eles finalmente decidem deixar a Dunder Mifflin para que Jim possa seguir o emprego dos seus sonhos.